# Velká písečná poušť (Oregon)
Velká písečná poušť (anglicky Great Sandy Desert) je oblast, kotlina, v jihovýchodní části Oregonu, ve Spojených státech amerických. Rozkládá se na ploše okolo 3 600 km2, v kraji Lake County. Krajina je zvlněná sopečnými kopci. Podloží tvoří sypký sopečný materiál. V oblasti jsou velmi nízké srážky. Velká písečná poušť je zahrnována do širšího regionu High Desert (region High Desert zahrnující Harneyskou pánev, pohoří Steens Mountain, údolí Alvord Valley pak zaujímá plochu více než 60 000 km2). Celá oblast je součástí jihozápadu Kolumbijské plošiny.

## Fotogalerie

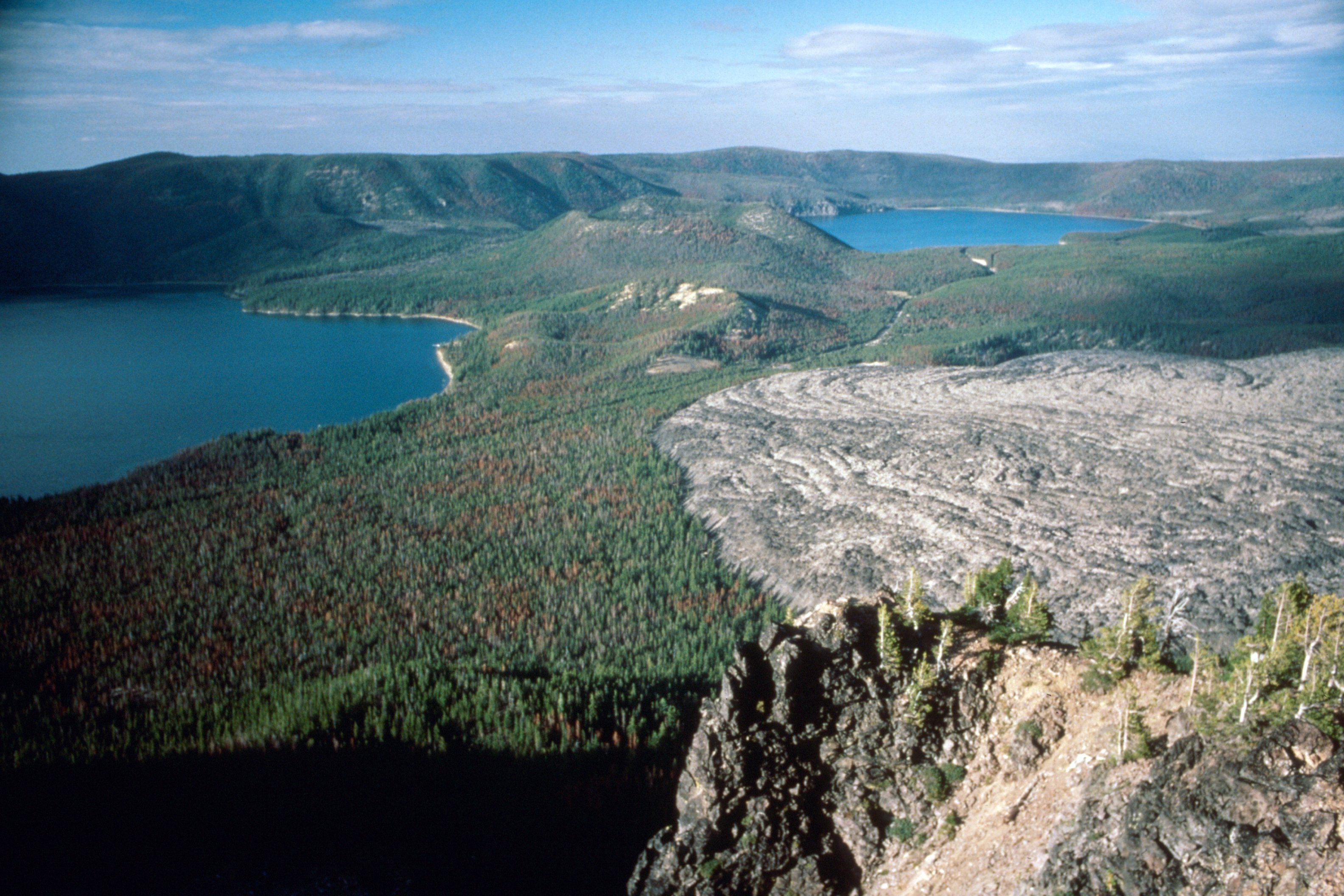
kaldera Newberry
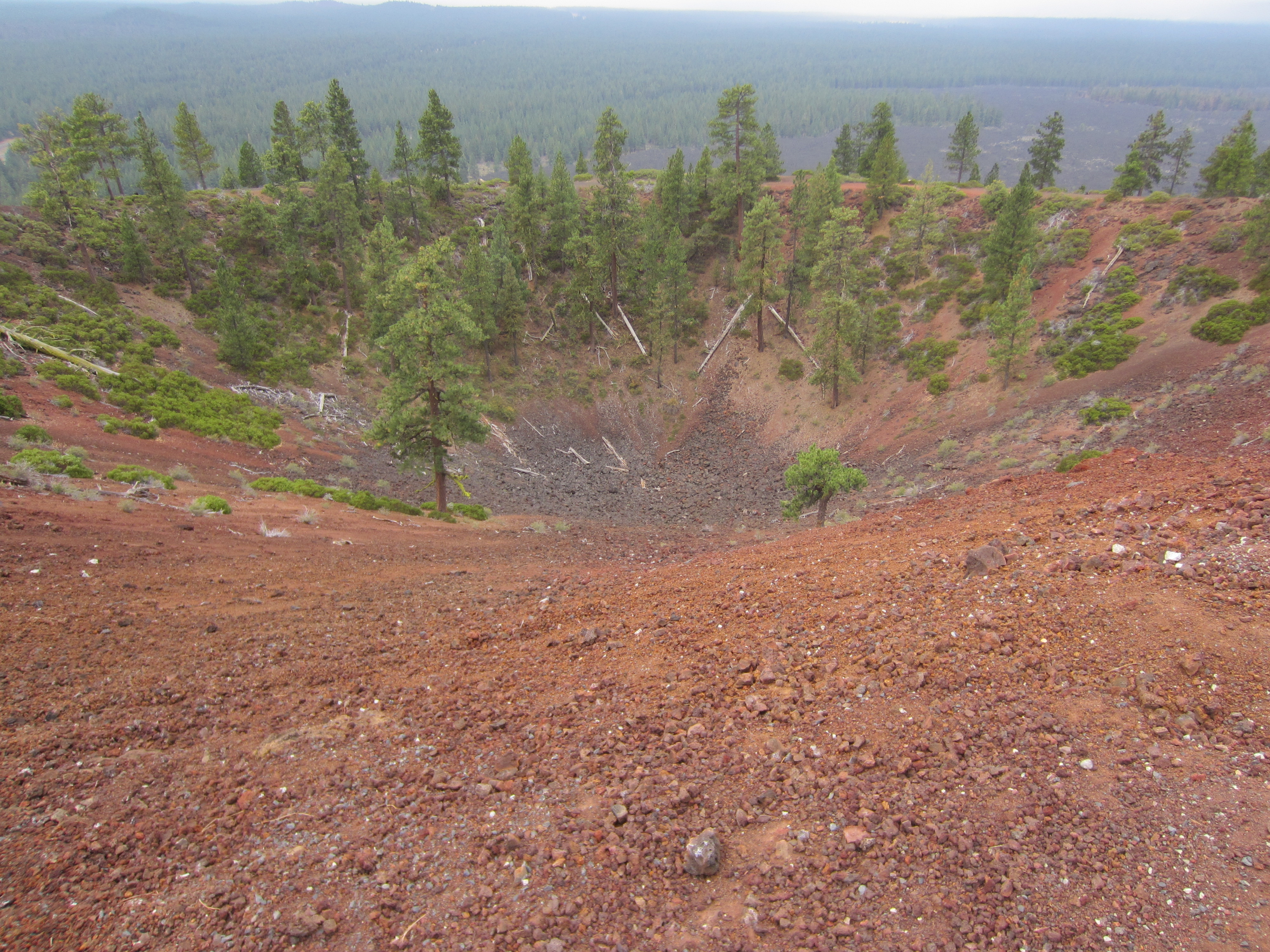
Newberry National Volcanic Monument